# Doodlez
Doodlez es una serie animada canadiense producido por Cellar Door Productions, animado por Trapeze Animation Studios Ltd en asociación con Teletoon (una división Corus y Astral media para Walt Disney Company). Fue emitido en los Estados Unidos por NickToons TV y en Latinoamérica por Cartoon Network y Boomerang Latinoamérica

## Sobre la serie
Doodlez es sobre un niño pequeño que es un dibujo, él se encuentra en situaciones de tipo Duck Amuck y es acompañado de una mano dibujante que dibuja tanto cosas buenas o malas para Doodlez,

## Personajes

### Principales
- Dood - Protagonista de la serie, tiene nacionalidad canadiense
- Mano - Una mano que dibuja el ambiente y los objetos en ella

### Secundarios
- Pingüino - Aparece en ambientes invernales
- Doodette - Versión femenina de Dood, además de ser su novia
- Dood 2 - Hermano gemelo malvado de Dood
- Manetta - Versión femenina de Mano, solo aparece en nun episodio de San Valentín
- Cursor - Reemplaza a Mano en un episodio
- Vendedor de Hot Dogs - Vendedor que aparece en un episodio
- Conejo - Aparece cada que se necesite

- Datos: Q971704